# لاشچ-تایابا
لاشچ-تایابا (به لاتین: Lasch-Tayaba) یک منطقهٔ مسکونی در روسیه است که در چوواشستان واقع شده‌است. لاشچ-تایابا ۱٬۰۳۶ نفر جمعیت دارد.